# Cataglyphis theryi
Cataglyphis theryi är en myrart som beskrevs av Santschi 1921. Cataglyphis theryi ingår i släktet Cataglyphis och familjen myror. Inga underarter finns listade.